# Ocypode cordimanus
Espèce
Le crabe fantôme commun (Ocypode cordimanus) est une espèce de crabes de la famille des Ocypodidae. 

## Répartition
On le trouve principalement en mer Rouge, ainsi qu'en Polynésie. Il a notamment donné son nom — sous sa forme vernaculaire Kaviki — à un îlot de Wallis-et-Futuna : Tekaviki.

## Description
L'adulte mesure de 4 à 5 cm. Comme tous les autres crabes de son genre, il possède une pince plus grande que l'autre.

## Alimentation
Il sort la nuit de son terrier creusé dans le sable des estrans (zones intertidales), et part à la recherche de charognes ou de mollusques, tels ceux du genre Donax.

## Prédateurs
Aux Seychelles, il peut être la proie du Râle de Cuvier.